# Musée des Arts et Traditions populaires de Wattrelos
Le Musée des Arts et Traditions populaires est situé à Wattrelos.
Il est installé dans une ancienne ferme picarde datant de la fin du 19ème siècle. Il présente près de 15 000 objets sous forme de saynètes thématiques.
Dans les anciennes étables, les saynètes représentent le travail à la ferme et la vie quotidienne ainsi qu'une salle sur le textile. Un estaminet et une épicerie sont reconstitués.
La "Galerie des Métiers" se trouve dans l'ancienne grange. On y découvre les métiers: la douane, le sabotier, le boucher... Un espace est également consacré à la brasserie - plus particulièrement à la GBM - et aux loisirs tels que la musique et les jeux anciens. Il est d'ailleurs possible de s'y initier à la bourle de salon.
Enfin, une salle consacrée aux jouets anciens et une salle de classe reconstituée telle qu'elle était vers 1900.